# Minoides Mynas
Konstantinos Minoides Mynas (1790-1860), también referenciado como "Minas" fue un arqueólogo y filólogo griego, nacido en Macedonia. 

## Biografía
Nació en Edesa y luego estudió en Quíos, donde uno de sus maestros fue Atanasio de Pharos. Aprendió al modo bizantino gramática, retórica, poesía, filosofía, matemáticas y teología. Marchó a Macedonia en 1811 y enseñó en Mélnik, al suroeste de Bulgaria. En 1815 pasó a eseñar en la escuela popular (Σχολή του Γένους) de Tesalónica.
En ese mismo año, respondiendo a la invitación del metropolita de la villa, Chrisantos, dirigió la escuela de Serres, donde estuvo hasta 1819. Allí tradujo al griego las Matemáticas de Louis-Benjamin Francœur, mantuvo correspondencia con Adamantios Koraís y catalogó la biblioteca del monasterio de Timios Prodromos, reuniendo asimismo una importante biblioteca particular. Probablemente a causa de la matanza que Yusuf Pachá hizo entre sus familiares, huyó a Francia en 1819, durante la Guerra de independencia de Grecia. Tras desembarcar en Marsella, emigró a París, donde promocionó el estudio del griego antiguo y moderno e hizo cuanto pudo desde el Comité filohelénico por ayudar a sus compatriotas, que guerreaban para liberarse de la opresión de los turcos otomanos. Durante este tiempo, aparte de encargarse en trabajos eruditos y enseñar griego, Minas trabajó como traductor para el Ministerio francés de Asuntos Exteriores. Además, Carlos X lo convirtió en Caballero de la Legión de Honor por sus servicios al estado francés y su labor como consejero en asuntos de los Balcanes. Escribió un Καρολιάς dedicado al rey y un poema en griego antiguo llamado Canaris sobre el héroe marino griego Konstantinos Kanaris, que se dedicó a uno de los helenófilos del Comité, el banquero suizo Jean-Gabriel Eynard.
Su mayor contribución fue, entre 1840 y 1855, descubrir importantes manuscritos de Galeno, Babrio y otros autores en el casi inaccesible monasterio del monte Athos, rebuscando también entre los monasterios ortodoxos de Macedonia, Tesalia y gran número de islas del Egeo, y durante otras dos expediciones a Turquía y al Asia menor, encomendadas también por Abel-François Villemain, en esa época ministro de Educación de Francia. En el curso de estas expediciones viajaba bajo el nombre de Constant Ménas. 
Entre los manuscritos descubiertos se encontraban las Φιλοσοφούμενα, también conocida como Refutación de todas las Herejías de Hipólito de Roma (aunque él pensaba que era de Orígenes), gran parte de las fábulas de Babrio y una obra de Galeno de la cual hasta entonces no se conocía la existencia, la Εἰσαγωγή διαλεκτική / Institutio logica / Introducción a la Dialéctica. También descubrió una obra de Filóstrato, Sobre los juegos gimnásticos, donde se contiene además una descripción de los Juegos de Olimpia, una obra polémica de Genadio II y diversos opúsculos griegos sobre arte militar. Se le achaca, sin embargo, haber compuesto ad hoc una segunda colección, esta vez falsa, de fábulas de Babrio, superchería que casi hizo pasar por verdadera.